# Gert Keijzer

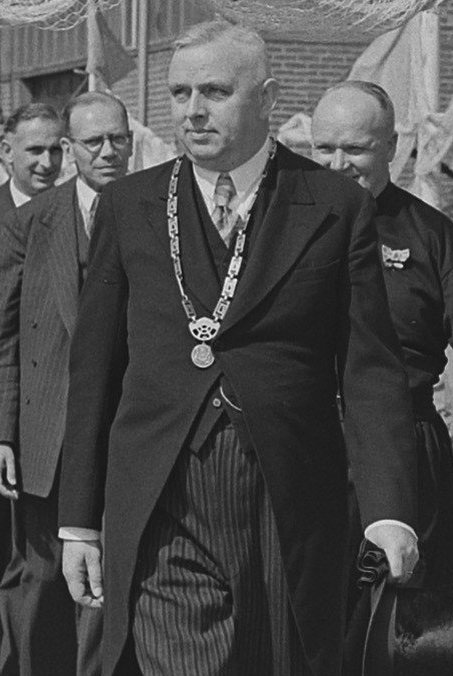
Burgemeester G. Keijzer (1951)

Geertruides (Gert) Keijzer (Stad aan 't Haringvliet, 25 februari 1901 – Utrecht, 25 november 1961) was een Nederlands politicus van de ARP. 
Hij werd geboren als zoon van Leendert Keijzer (commissionair) en Geertruida Diepenhorst. In 1914 begon hij zijn ambtelijke loopbaan als volontair bij de gemeentesecretarie in zijn geboorteplaats. Twee jaar later ging hij als ambtenaar werken bij de gemeente Amersfoort waar hij vanaf 1921 werkzaam was bij de afdeling Financiën en Pensioenen. Hij bracht het daar tot adjunct-commies 1e klasse. In november 1938 werd Keijzer benoemd tot burgemeester van Urk, dat toen nog alleen per boot te bereiken was. In 1944 werd hij ontslagen waarna Urk een NSB'er als waarnemend burgemeester kreeg. Keijzer werd geïnterneerd in Kamp Amersfoort en na de bevrijding keerde hij terug als burgemeester. 
Eind 1956 werd hij gearresteerd op verdenking van verduistering van geld van de gemeente en kort daarop volgde ontslag. Hij werd uiteindelijk veroordeeld tot 2,5 jaar celstraf. Keijzer overleed in 1961 op 60-jarige leeftijd. 